# Franco Ciampitti
Franco Ciampitti (Isernia, 23 luglio 1903 – Isernia, 26 dicembre 1988) è stato uno scrittore e giornalista italiano.

## Biografia
Nacque a Isernia, da Giovanni Ciampitti, avvocato, senatore della Repubblica. Da studente di Giurisprudenza presso l'Università "Federico II" di Napoli, si avvicinò al mondo del giornalismo sportivo, divenendo corrispondente per Il Mezzogiorno Sportivo di Felice Scandone. Nel 1931 vinse un concorso per narratori sportivi indetto dalla F.I.G.C. con il romanzo Io cammino e arriverò, poi pubblicato con il titolo di Novantesimo minuto, per i tipi de La Gazzetta dello Sport, nel 1932. Novantesimo minuto è, probabilmente, la prima opera narrativa italiana che ha per soggetto il mondo del calcio.
Nel biennio successivo segue, da corrispondente, la Nazionale di calcio italiana di Vittorio Pozzo. Il suo secondo romanzo (Cerchi, edito da Carabba nel 1934) venne scelto a rappresentare la narrativa italiana ai giochi della XI Olimpiade di Berlino. Da questa esperienza trarrà materiale per Campioni del mondo, raccolta inedita di profili di sportivi. Nel 1934 fu con Giovanni Titta Rosa il curatore del volume Prima antologia degli scrittori sportivi, edito sempre per Carabba, nel quale compaiono anche suoi scritti.
Nel 1940 pubblica per la casa editrice La Prora di Milano il reportage sulla guerra russo-finlandese intitolato Neve rossa in Finlandia.
Dopo la seconda guerra mondiale, a Isernia, svolse professione di avvocato e fu presidente dell'Ente Provinciale per il Turismo.
Ritornò alla narrativa con Il Tratturo (L'Arte Tipografica, Napoli, 1968).

## Opere
- Novantesimo minuto, 1932, Milano, Gazzetta dello Sport (ristampa: 1960, Roma, Vito Bianco Editore)
- Cerchi, 1934, Lanciano, Carabba
- Neve rossa in Finlandia, 1940, Milano, La Prora
- Il Tratturo, 1968, Napoli, L'Arte Tipografica